# Greatest Hits Live (Lita Ford)
Greatest Hits Live è un live album di Lita Ford, pubblicato nel 2000 per l'Etichetta discografica Deadline Records.
Il disco venne ristampato nel 2004 sotto il nome di  In Concert per la Cleopatra Records.

## Tracce
1. Nobody's Child (Burtnik, Ehmig, Ford) 4:22 [traccia inedita in studio]
2. Larger Than Life (Ehmig, Ford, Grombacher) 4:20
3. What Do You Know About Love? (Cantor, Caruso, Curtis) 3:59
4. Black Widow (Ehmig, Ezrin, Ford, Taylor) 3:46
5. Holy Man (Ehmig, Ford) 4:47
6. Can't Catch Me (Erzin, Ford, Kilmister) 4:12
7. Falling In and Out of Love (Ezrin, Ford, Sixx) 5:43
8. Bad Love (Ehmig, Ford) 4:52
9. The Ripper (Ezrin, Ford) 5:17
10. Close My Eyes Forever (Ford, Osbourne) 5:26
11. Shot of Poison (Ford, Grombacher, Vallance) 3:44
12. Hungry (Ehmig, Ford) 5:07
13. Kiss Me Deadly (Smiley) 5:12
14. Rock Candy (Hagar, Montrose) 6:13 (Montrose Cover)

## Lineup
- Lita Ford - Voce, Chitarra
- Joe Taylor - Chitarra
- Glen Burtnik - Chitarra
- Phil Chen - Basso
- Jimmy DeGrasso - Batteria
- David Ezrin - Tastiere